# Puppies Puppies
Jade Guanaro Kuriki-Olivo (Dallas, 1989), conocida por el seudónimo Puppies Puppies, es una artista multidisciplinar contemporánea estadounidense, conocida principalmente por sus obras conceptuales de escultura, instalación y performance. Su práctica moviliza objetos y personajes ready-made de la cultura popular mientras cuestiona la autoridad de diversas prácticas institucionales en el ámbito médico, la universidad y el espacio museístico. Su obra Liberté, de 2017, fue la primera y única obra de arte performativo adquirida por el Museo Whitney de Arte Estadounidense para su colección permanente.

## Trayectoria
Kuriki-Olivo creció en las afueras de Dallas, Texas. Su madre es japonesa y su padre puertorriqueño. Estudió en la School of The Art Institute of Chicago, así como en el programa MFA de la Universidad de Yale. Comenzó a interesarse por la performance como forma de arte en el instituto, cuando se disfrazó de la mascota de su colegio. En 2010, la artista sufrió un tumor cerebral potencialmente mortal, que le fue extirpado con éxito.
Es conocida por trabajar en una amplia gama de medios y materiales, incluyendo sangre, fan art de El Señor de los Anillos y Harry Potter, caparazones de cangrejos, Swiffers y parafernalia de los Minions. Su exposición de 2015 HorseshoeCrabs HorseshoeCrabs en la Freddy Gallery de Baltimore, mostró varias interpretaciones artísticas del cangrejo herradura, un artrópodo cuya sangre se drena a menudo para su uso en la fabricación de productos farmacéuticos.
En 2016 participó en la Bienal de Berlín, presentando un nuevo vídeo cada día del evento. Al año siguiente, su obra Liberté (Libertad) se incluyó en la Bienal del Whitney, y consistía en una performer vestida con un vestido verde junto con una corona de pie en una terraza al aire libre del Museo Whitney; simultáneamente, la tienda de regalos del Whitney vendía coronas de Libertad de 5 dólares a los visitantes. La obra es la única pieza de arte de performance en la colección permanente del Whitney.
En 2019, Interview Magazine publicó una conversación con Laura Albert, donde reveló públicamente su identidad por primera vez, saliendo del armario como «mujer transgénero Latinx». Su trabajo se centra en la colaboración frecuente, especialmente con otros artistas queer y trans como Bri Williams y Elliot Reed.
Su exposición individual de 2019 en Remai Modern en Saskatoon, abordó la sangre como tema. La exposición mostraba una bolsa con su propia sangre, además de proporcionar pruebas de VIH in situ y servicios de donación de sangre a los visitantes.
Kuriki-Olivo asiste habitualmente a las protestas de Stonewall. Organizadas por Qween Jean y Joela Rivera, que celebran manifestaciones semanales desde el asesinato de George Floyd, las protestas incluyen a grupos como Riders4Rights y Musicians United NYC.
En 2024, realizó una exposición institucional en solitario, en el New Museum de Nueva York y se tituló Nothing New, que ocupó el vestíbulo del museo. Dividió el espacio en tres salas: un sereno jardín en la parte delantera, un acogedor dormitorio en el centro y una habitación trasera llena de plantas de marihuana detrás de la pared de cristal de la galería. A intervalos aleatorios, la barrera de cristal que la separa del público se vuelve blanca y opaca. En la galería y en la cafetería del museo se colocaron objetos de un verde vibrante en correspondencia con la exposición. Este mismo año, su obra fue exhibida por primera vez en la 60.ª Bienal de Venecia.